# 卡斯蒂利亚-莱昂
卡斯蒂利亚-莱昂（西班牙語：Castilla y León）是西班牙的自治区，位于西班牙國土西北方，自治區政府駐地為巴利亚多利德（法律上無法定首府），人口2,510,849（2005年）。卡斯蒂利亚-莱昂的前身是旧卡斯蒂利亚，如今是西班牙面積最大的自治区，也基本上是欧盟最大的自治区。

## 历史
卡斯蒂利亚地名来源于西班牙语“城堡”（Castillo）一词。中世纪时，基督教贵族为抵御摩尔人，在这一带兴建了许多城堡，因而得名。
10世纪初，此地建立了卡斯蒂利亚王国。1230年，这个王国把其西的莱昂王国合并进来，成为反抗摩尔人统治和实现西班牙统一的主要力量。其北部称为旧卡斯蒂利亚，即今天的卡斯蒂利亚-莱昂自治区。
1921年，在比利亚拉尔战役四周年之际，桑坦德市议会主张建立一个由11个省组成的卡斯蒂利亚和莱昂联邦，这个想法在以后的日子里一直保持着。1931年底和1932年初，欧亨尼奥-梅里诺（Eugenio Merino）在莱昂拟定了一份文本，其中提出了卡斯蒂利亚-莱昂的区域主义基础。该文本发表在《莱昂日报》上。

## 省
卡斯蒂利亚-莱昂自治区下设9省：
阿维拉省（provincia de Ávila），面积8,050平方千米，首府阿维拉（Ávila）
布尔戈斯省（provincia de Burgos），面积14,300平方千米，首府布尔戈斯（Burgos）
帕伦西亚省（provincia de Palencia），面积8,052平方千米，首府帕伦西亚（Palencia）
塞哥维亚省（provincia de Segovia），面积6,796平方千米，首府塞哥维亚（Segovia）
索里亚省（provincia de Soria），面积10,303平方千米，首府索里亚（Soria）
瓦拉多利德省（provincia de Valladolid），面积8,110平方千米，首府瓦拉多利德（Valladolid）
莱昂省（provincia de León），面积15,581平方千米，首府莱昂（León）
萨拉曼卡省（provincia de Salamanca），面积12,349平方千米，首府萨拉曼卡（Salamanca）
萨莫拉省（provincia de Zamora），面积10,561平方千米，首府萨莫拉（Zamora）
其中，阿维拉省、布尔戈斯省、帕伦西亚省、塞哥维亚省、索里亚省和瓦拉多利德省属于卡斯蒂利亚王国历史地区，莱昂省、萨拉曼卡省和萨莫拉省属于莱昂王国历史地区。

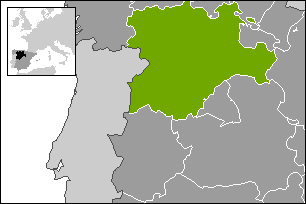
卡斯蒂利亚-莱昂在西班牙的位置图
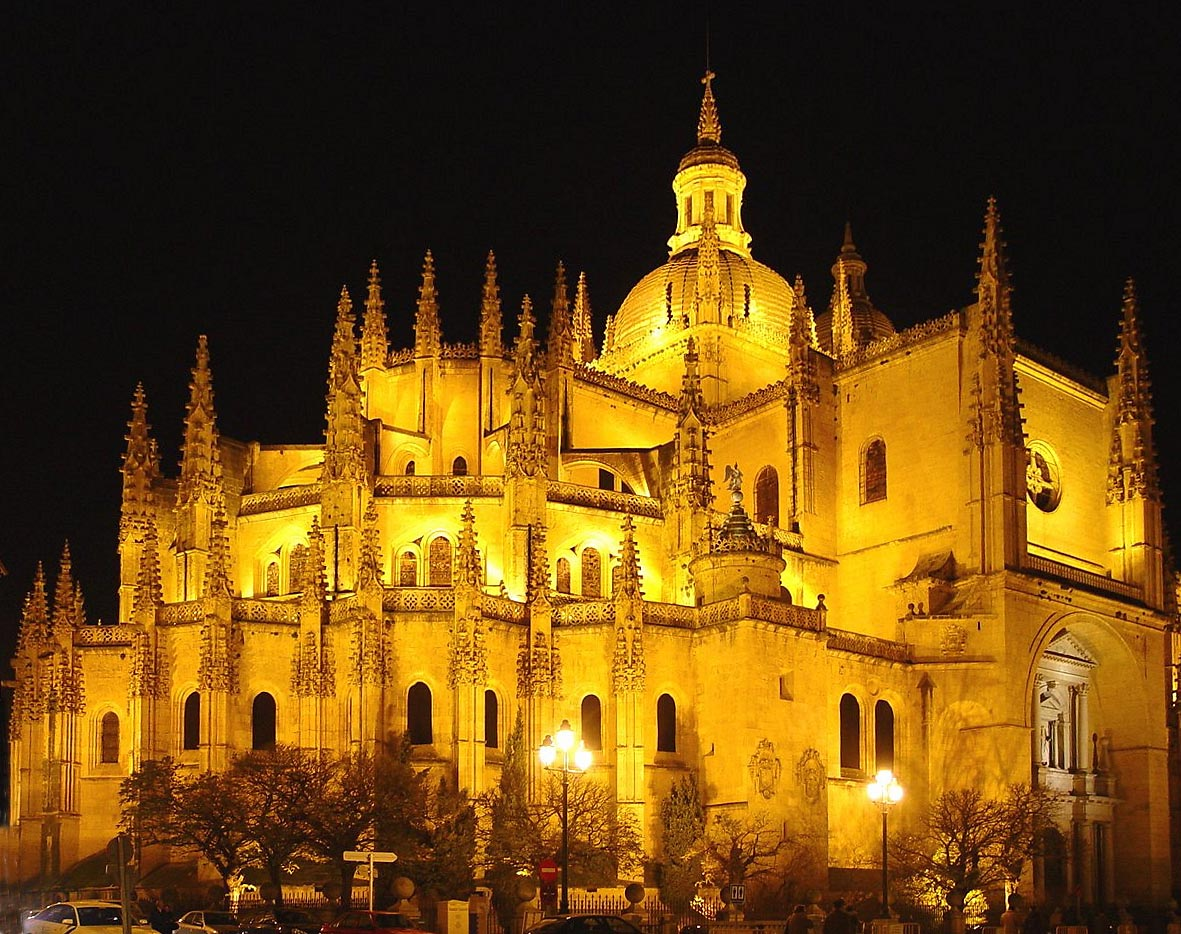
位于卡斯蒂利亚-莱昂的塞哥維亞主教座堂

## 地理
本区边缘多山，中部为海拔700米-900米的高平原。地形比较封闭，属于大陆性气候，冬夏温差剧烈，干燥少雨。

## 经济

### 农牧业
卡斯蒂利亚-莱昂自治区自然条件较差。人们在这里兴修水利，建造大型水库，使高原上出现大片灌区，成为西班牙最大的粮仓，总产量占到全国1/5左右。小麦是主要作物，也广种大麦、燕麦、土豆、甜菜和亚麻。当地农民合伙购买拖拉机和联合收割机，所以农业已经逐渐实现机械化。畜牧业以养羊为主，饲养绵羊和山羊。近年来，养牛业有很大发展。

### 工业
工业集中在巴利亚多利德和布尔戈斯等地，生产汽车、化肥、纸张和甜菜糖。本自治区是全国最大的发电基地。莱昂省产煤，建有巨大的火电厂。萨拉曼卡和萨莫拉两省的水力发电量占全国1/4，装机容量在200万千瓦以上。布尔戈斯省建有核电站。

### 旅游业
本自治区历史悠久，有许多古老的城镇和名胜古迹。像大学城萨拉曼卡、塞哥维亚的罗马大渡槽和古堡、阿维拉的古城墙和布尔戈斯的大教堂等。